# Канатная дорога на Кок-Тобе
Канатная дорога на Кок-Тюбе — канатная дорога в Алма-Ате на гору Кок-Тюбе, была открыта в 1967 году.

## История

### Канатная дорога 1967 года
Возведение канатной дороги началось в 1965 году с закладки нижней станции.
В ноябре 1967 года была запущена канатная дорога от дворца им. Ленина до горы Кок-Тюбе. Общая протяжённость дороги составила 1727 метров, проведённой на трёх опорах. Нижняя станция расположена по проспекту Достык (улица Абая). Время в дороге составляло 6 минут, скорость движения около 6,2 м/с. Перепад высот между верхней и нижней станциями составлял 250 метров. Верхняя станция расположена на самой горе. Работу канатной дороги обеспечивали два вагончика.
Первая реконструкция состоялась в 2005 году.

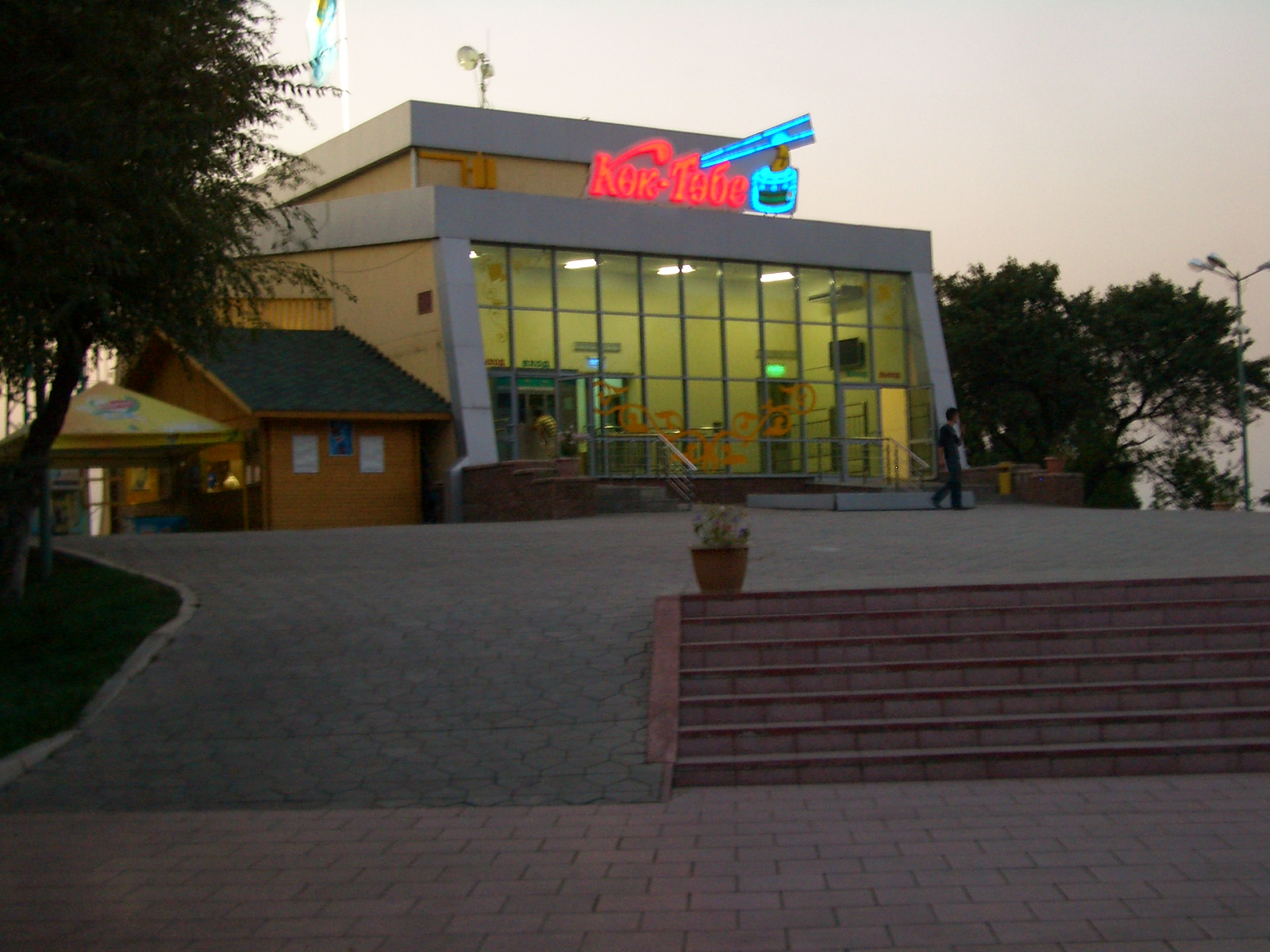
Нижняя станция
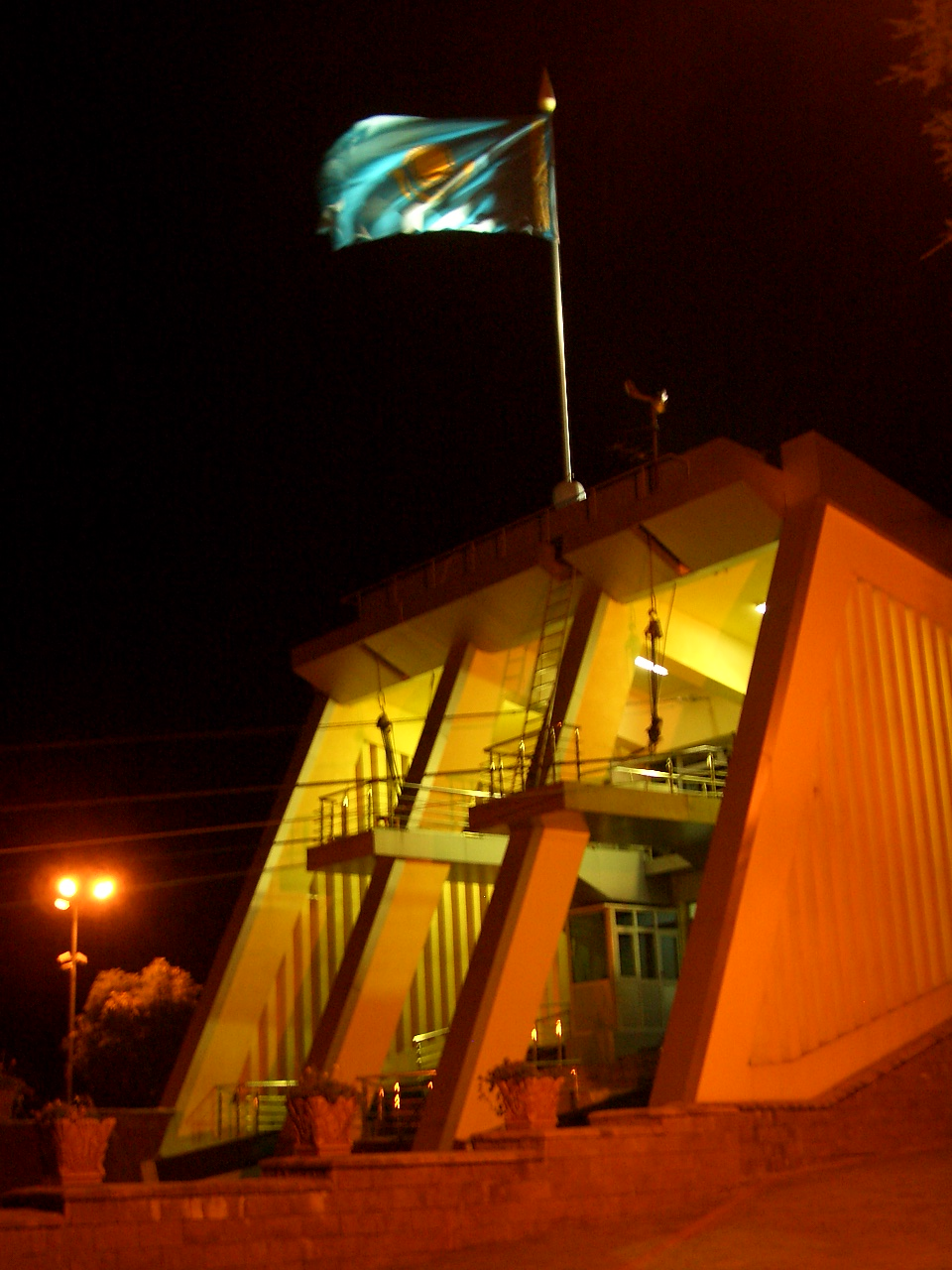
Верхняя станция
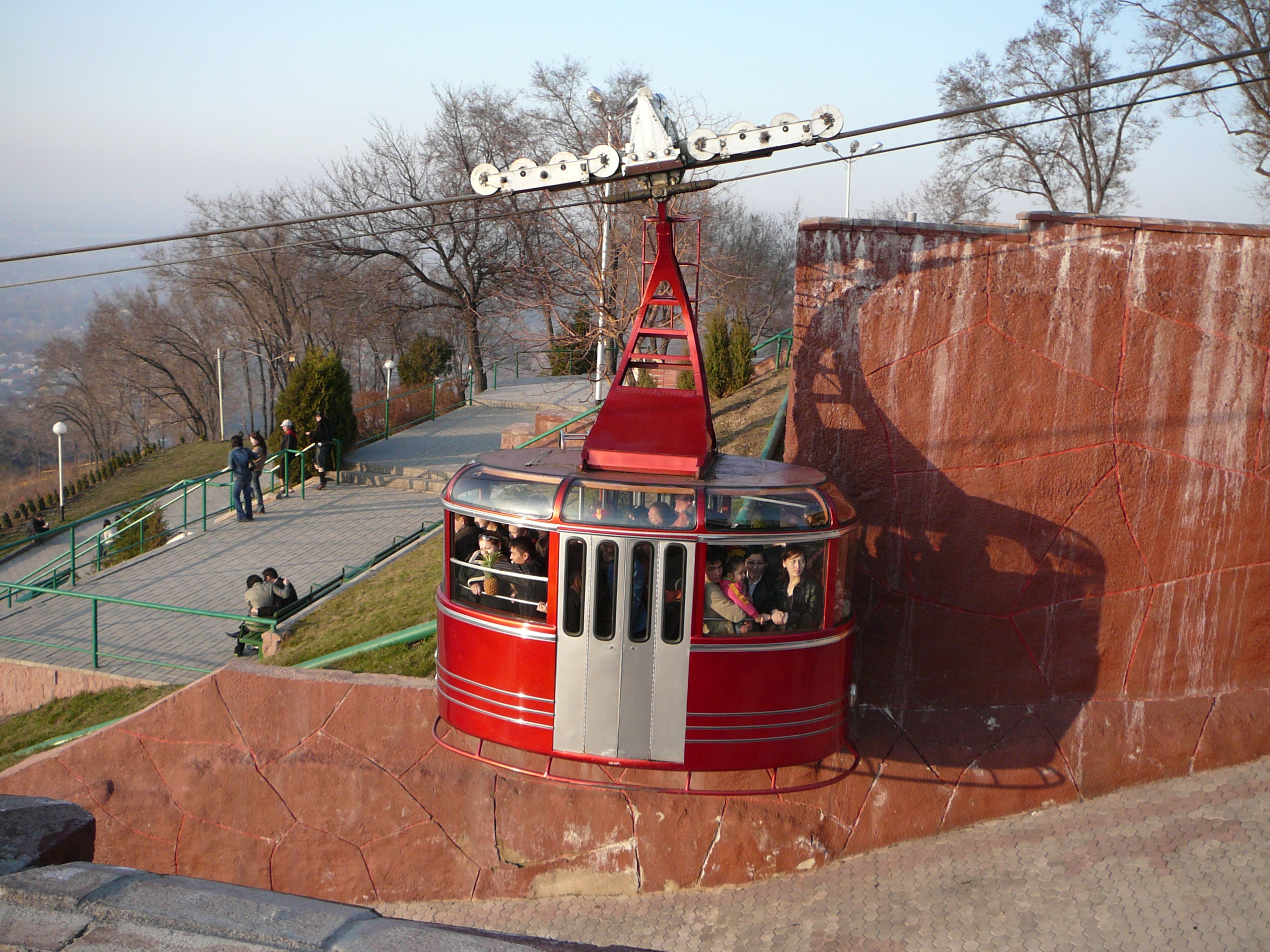
Кабина
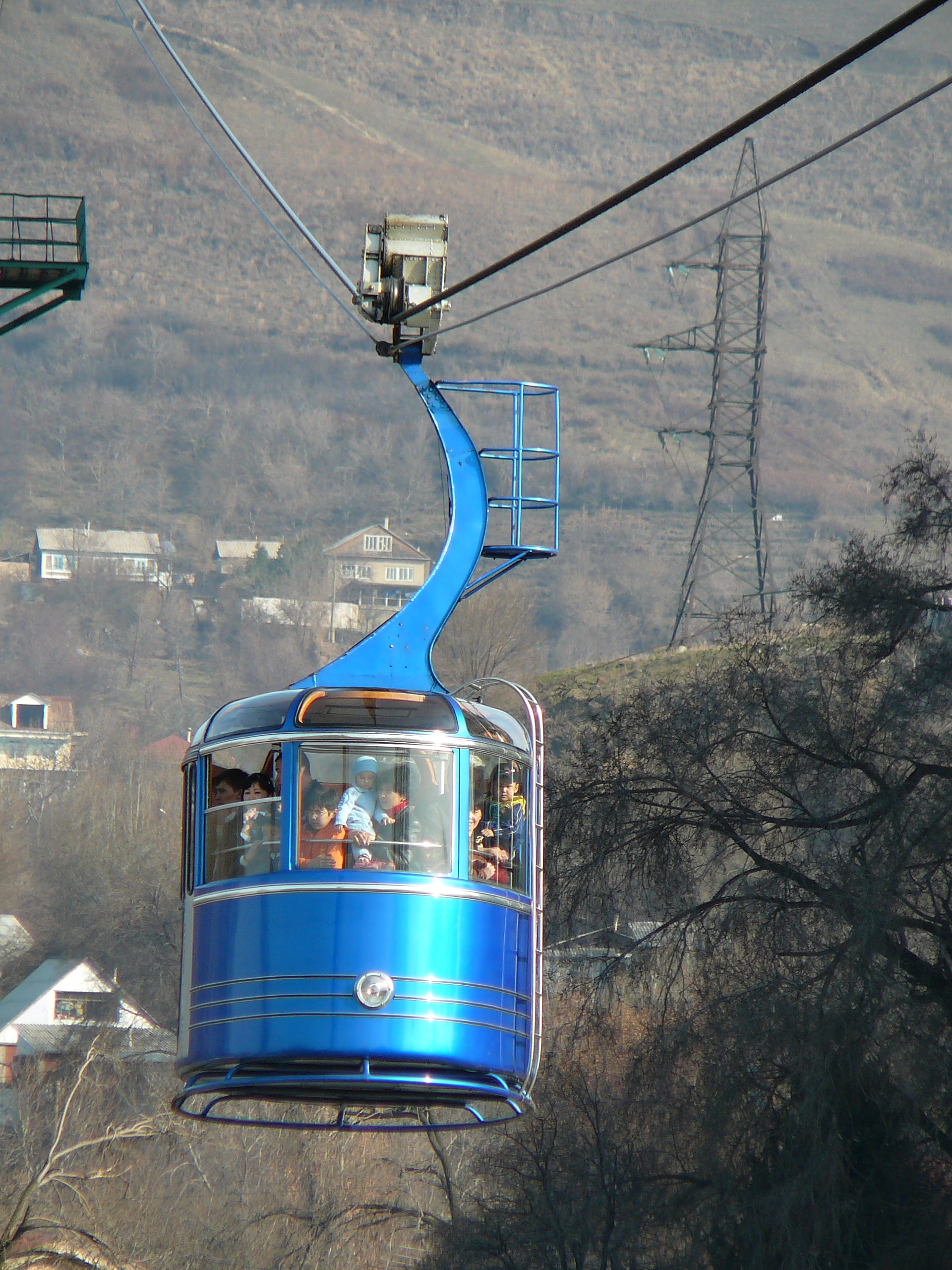
Кабина
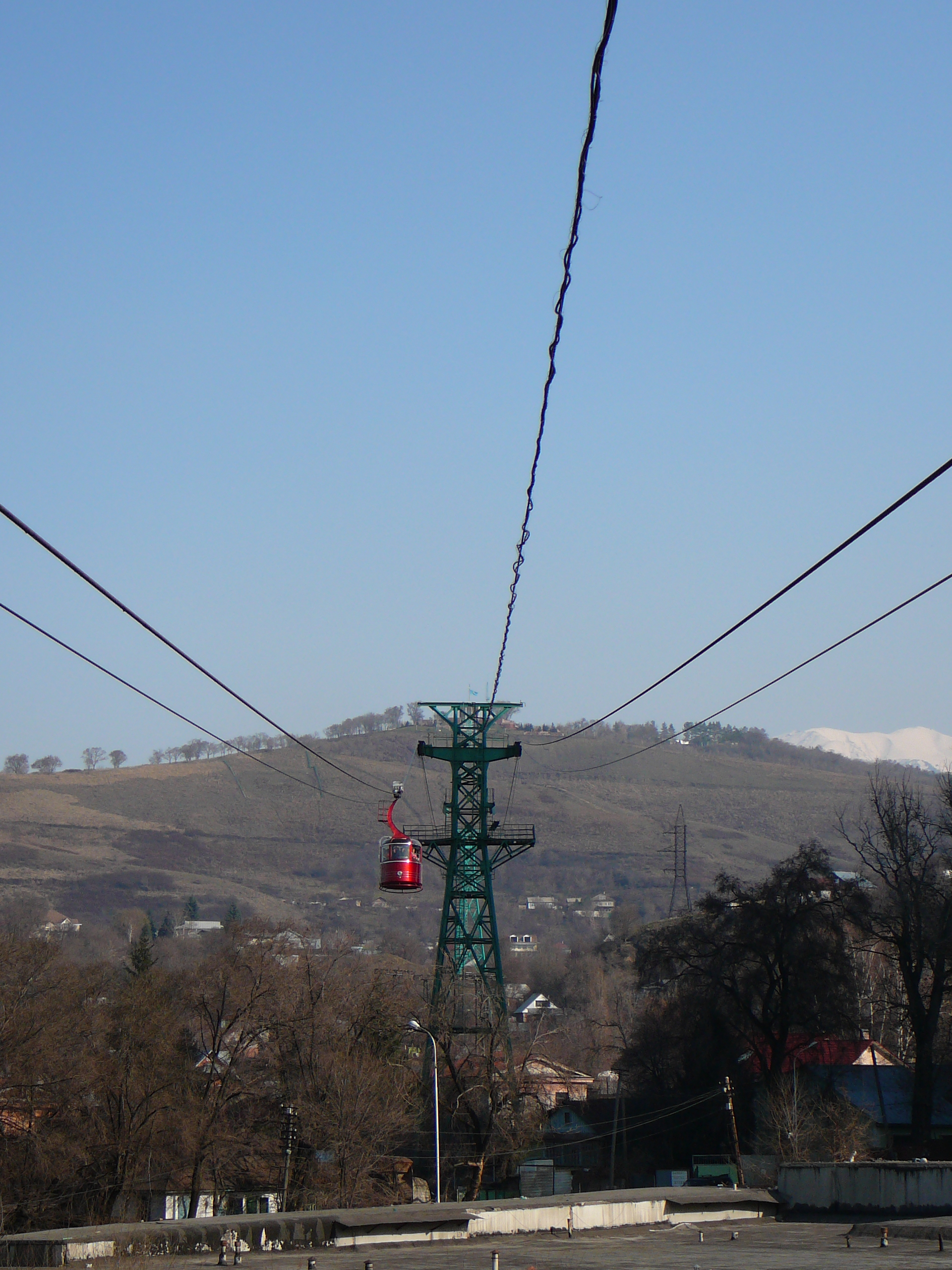
Конструкция дороги

### Канатная дорога 2016 года
В сентябре 2014 года канатная дорога была закрыта на реконструкцию. В рамках работ к февралю 2015 года были полностью снесены старые опоры канатной дороги и обе станции. Вместо 3-х старых было сооружено 6 новых опор. Также была проведена реконструкция (новое строительство) верхней и нижней станции.
Протяженность новой канатной дороги составляет 1620 метров. Для работы транспортной системы было приобретено 17 кабин французского производства, вместимостью 8 человек каждая. Это позволило увеличить пропускную способность до 750 человек в час.
4 марта 2016 года состоялось открытие реконструированной канатной дороги.

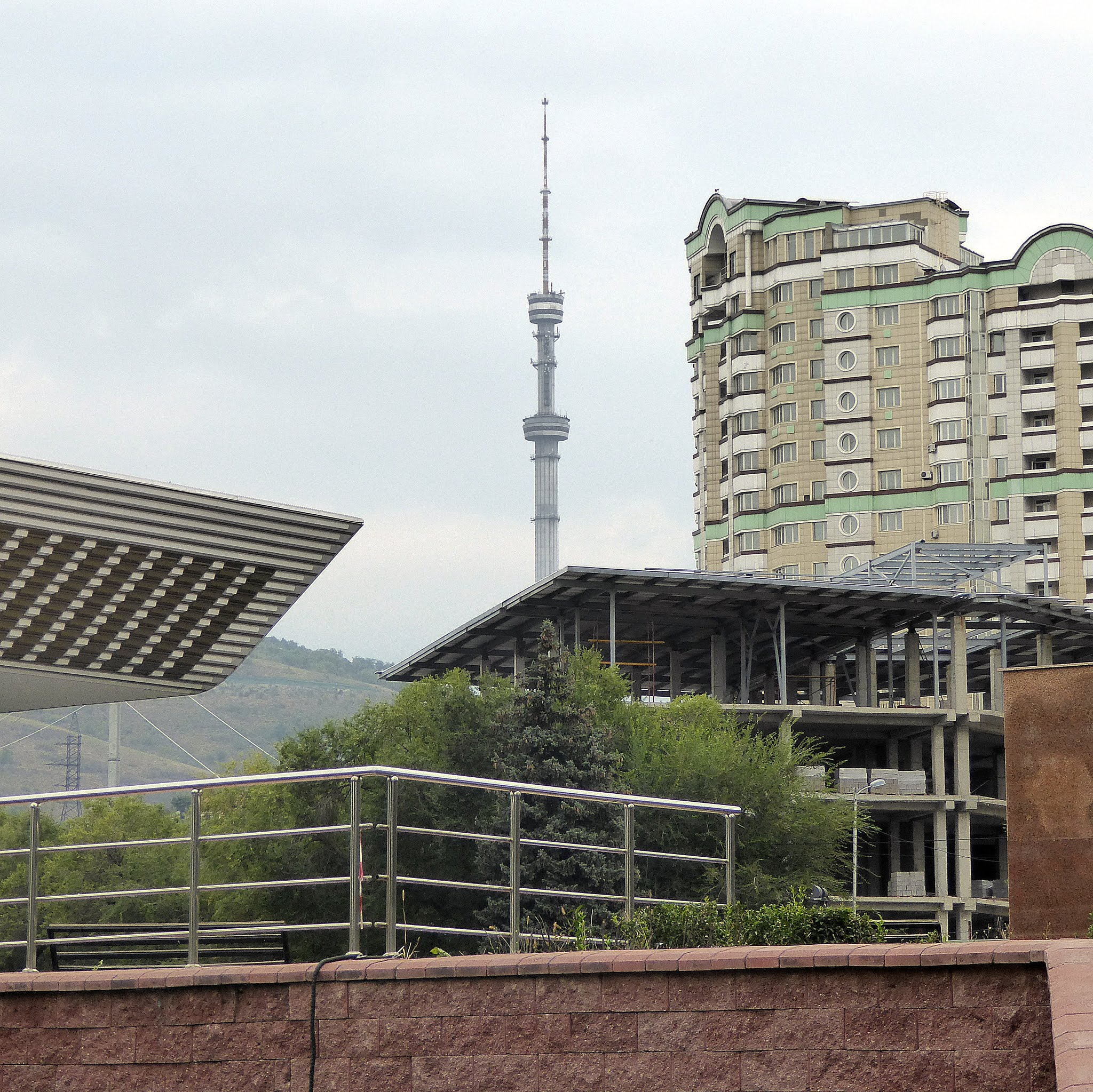
Строительство нижней станции
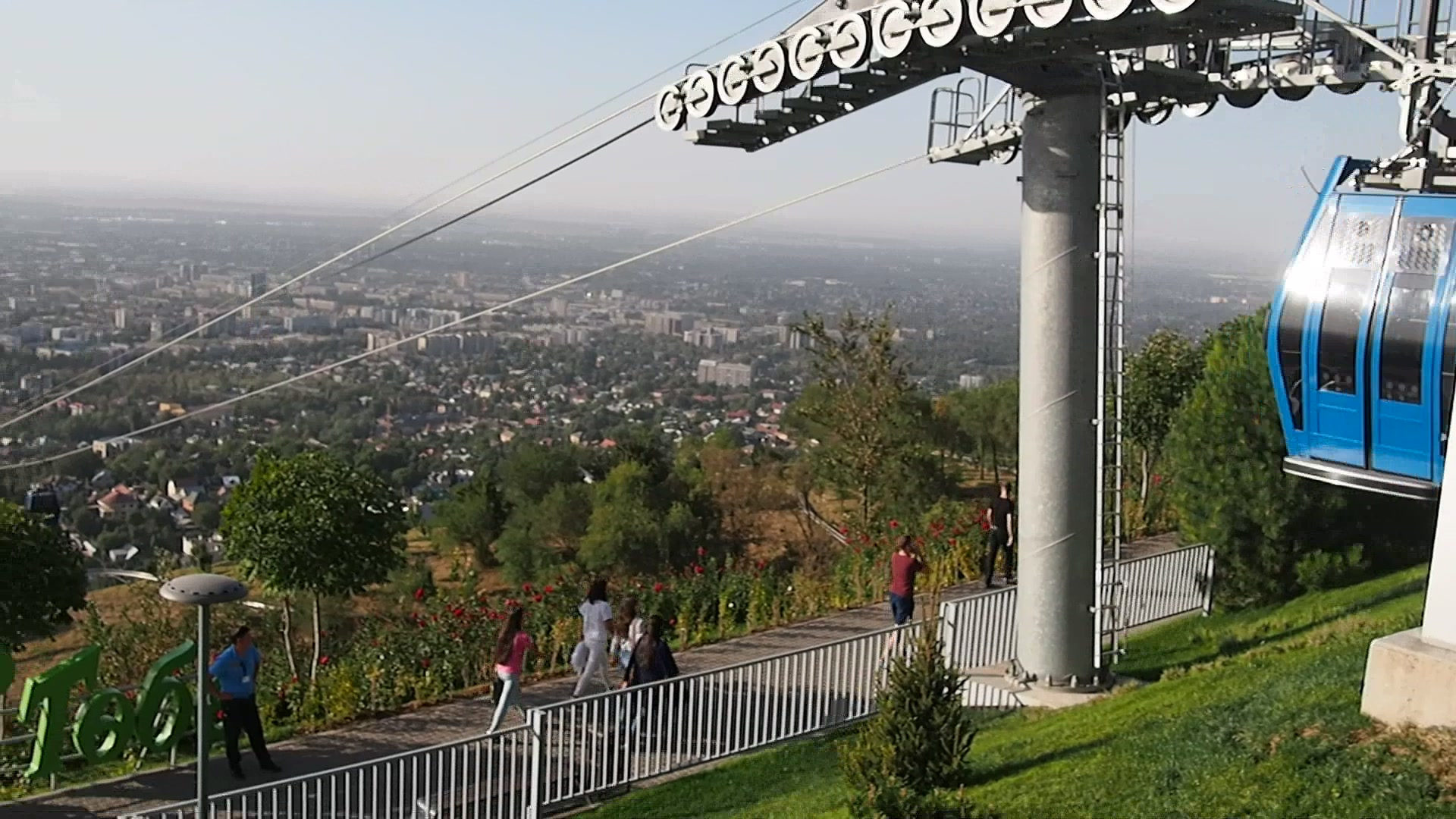
Конструкция новых опор и кабина
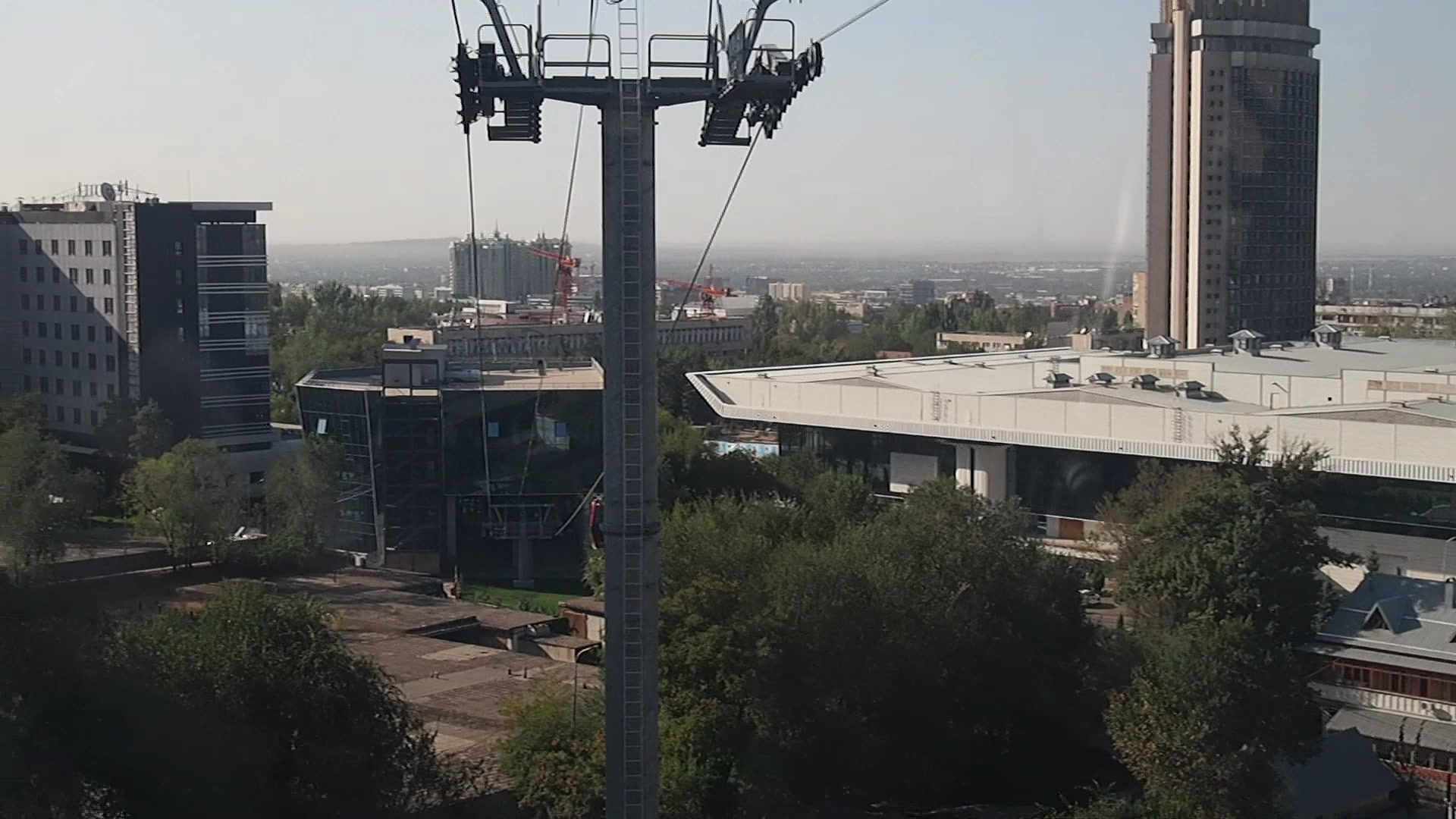
У нижней станции